# Jardin botanique Saint-Antoine
Cet article concerne un jardin botanique maltais. Pour l'arboretum français, voir Arboretum Saint-Antoine.
Le jardin botanique Saint-Antoine (en maltais Ġnien botaniku ta' Sant'Anton et St. Anton Gardens en anglais) est un jardin public situé à Attard, sur l'île de Malte et ouvert en 1882, par le gouverneur général Arthur Borton,, dans les jardins de la résidence des gouverneurs de l'île.

## Description et historique

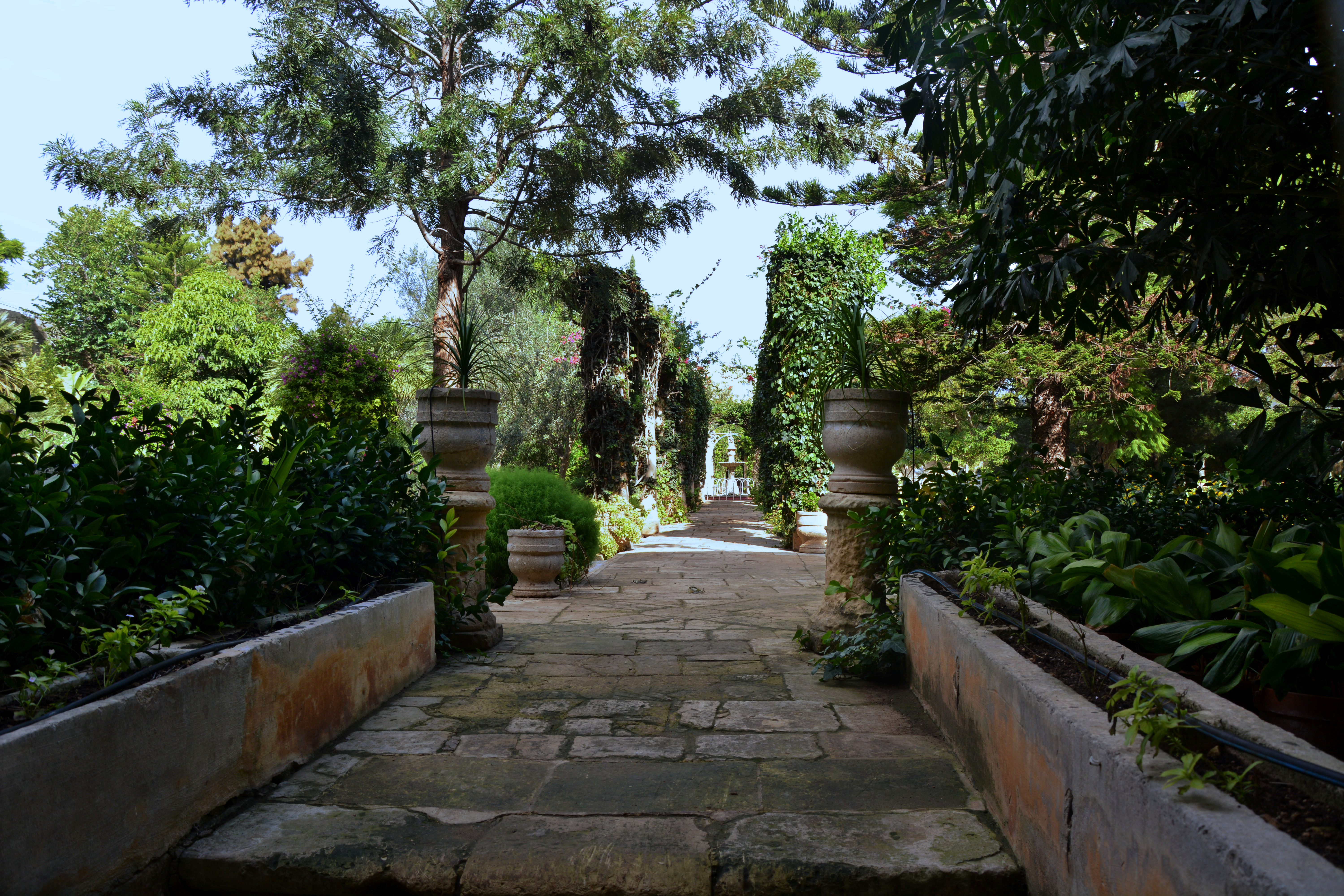
Jardin privé du président dans le Jardin botanique, ayant servi de scène au tournage de la série Game of Thrones

Ce jardin botanique, reste d'une école d'agriculture, qui comportait aussi un musée agricole dans le palais Saint-Antoine, créée par le gouverneur William Reid comporte des allées piétonnes, des pièces d'eau, des fabriques, des statues, des sculptures, des volières et une orangerie,. La « fontaine de l'Aigle » (Il-funtana ta' L-Ajkla) proche de la grande entrée du jardin date de 1620 et a été restaurée en 2002, autre fontaine remarquable, « la fontaine des Mascarons ». Il est ombragé par une grande variété d'arbres maltais et exotiques et est décoré de parterres de fleurs du monde entier, comme des variétés de palmiers, cyprès, jacarandas, araucarias, dont certains ont plus de trois siècles.
Les gouverneurs de Malte avaient pris l'habitude de distribuer des oranges provenant des orangeraies du jardin privé à la population lors des fêtes de Noël. Aujourd'hui, le jardin reçoit des événements culturels, théâtre en plein air, spectacles de danse et de musique. Chaque année, le jardin abrite l'exposition horticole annuelle de  Malte.

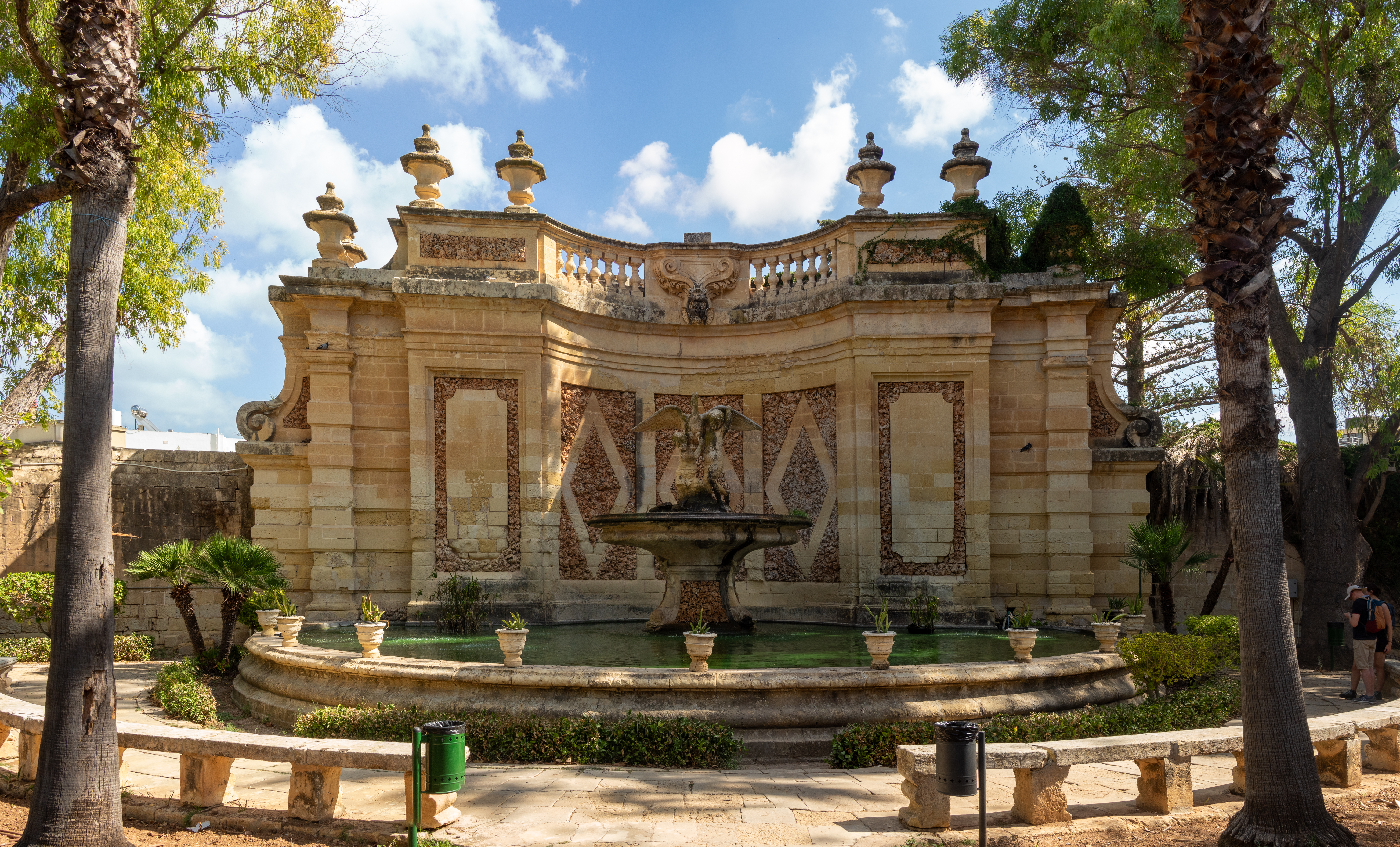
Fontaine
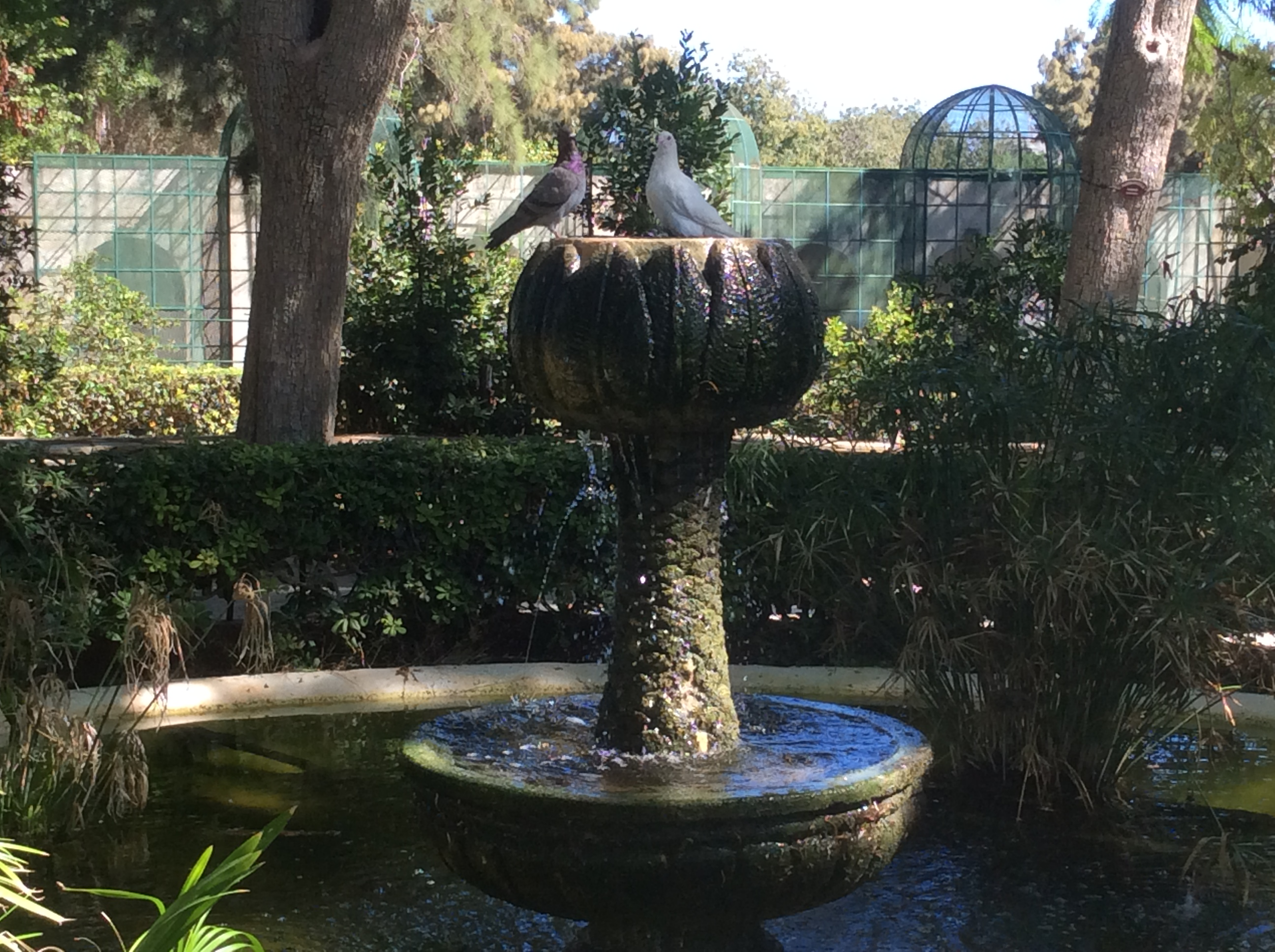
Fontaine 2
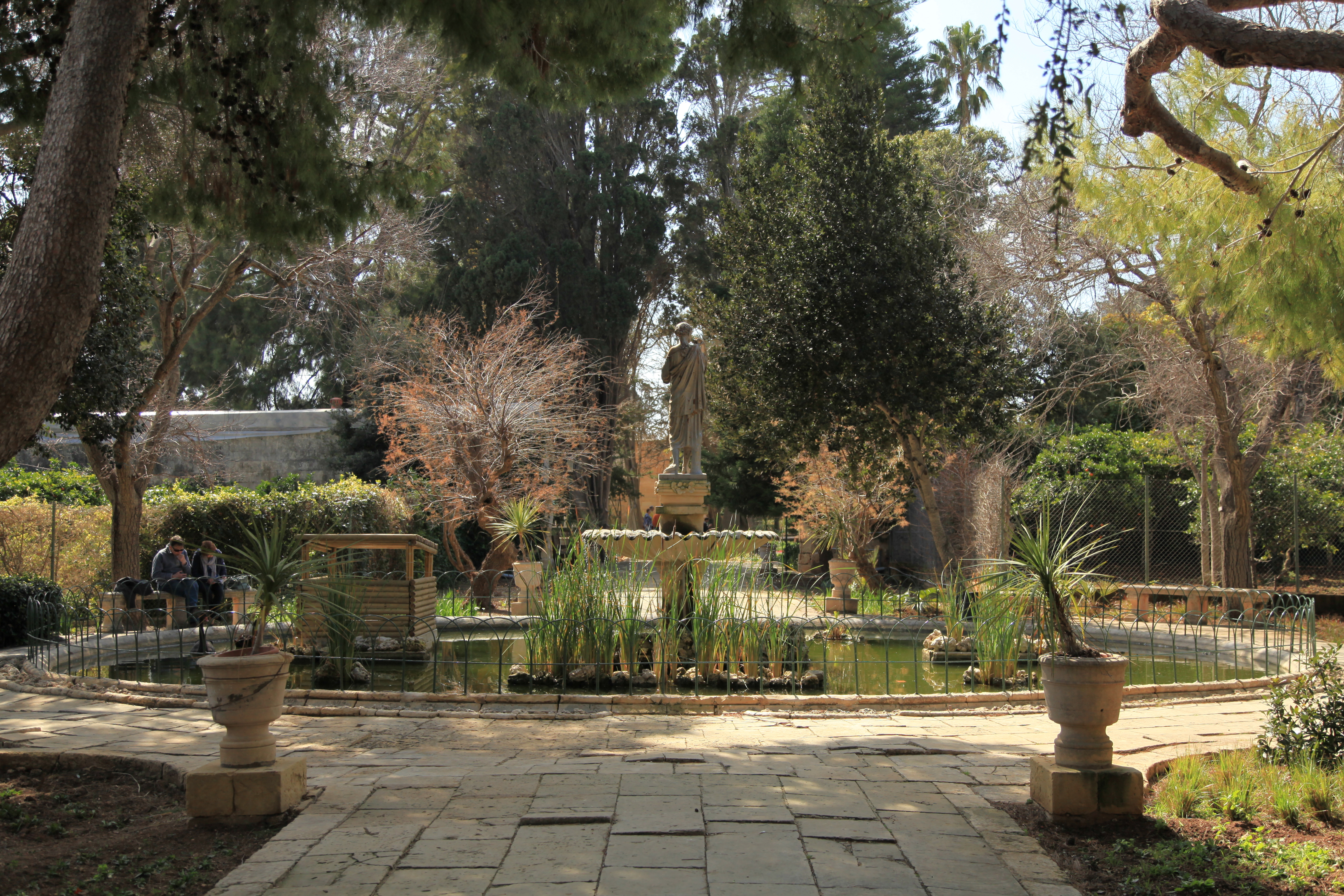
Fontaine 3
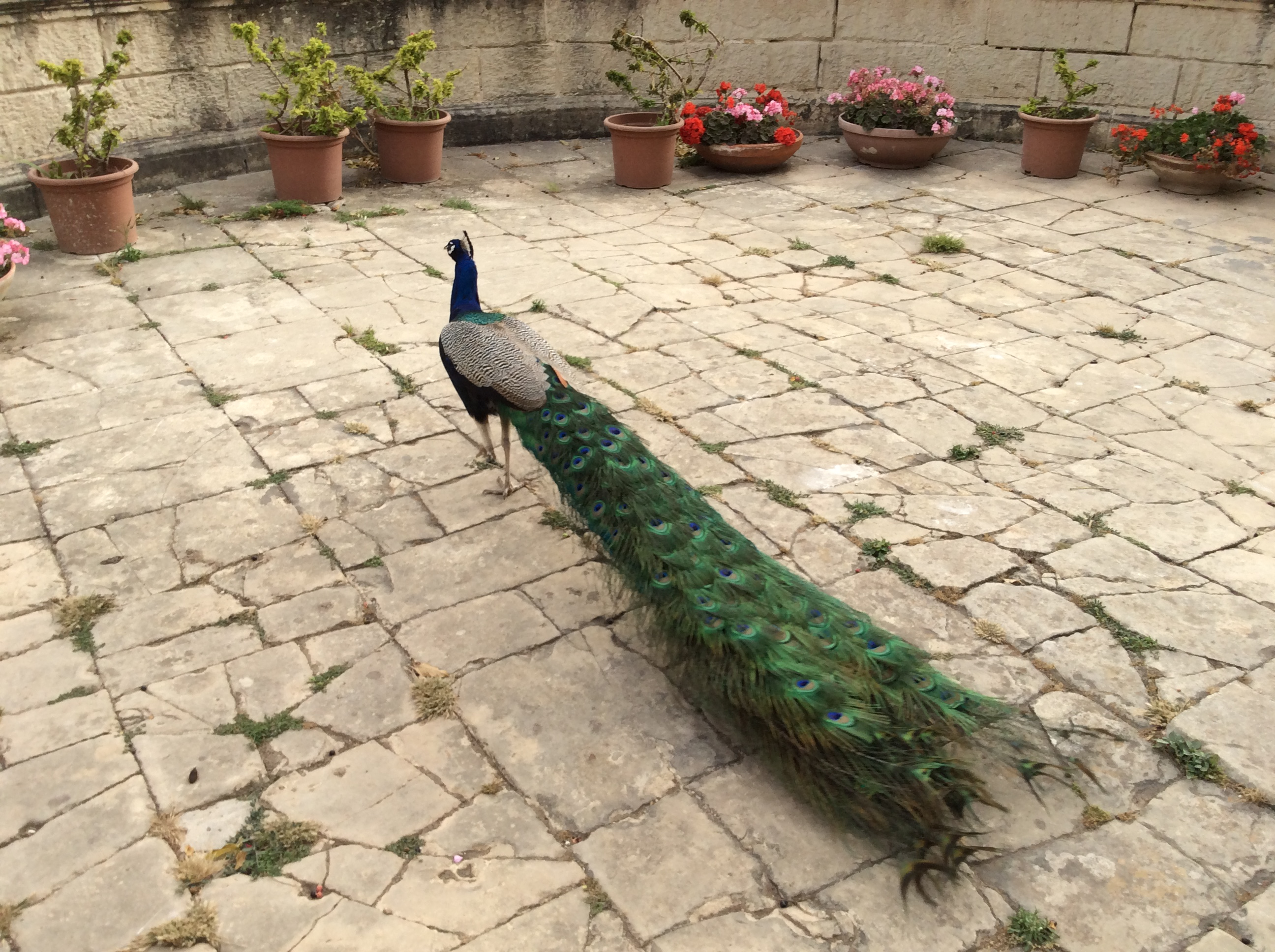
Paon
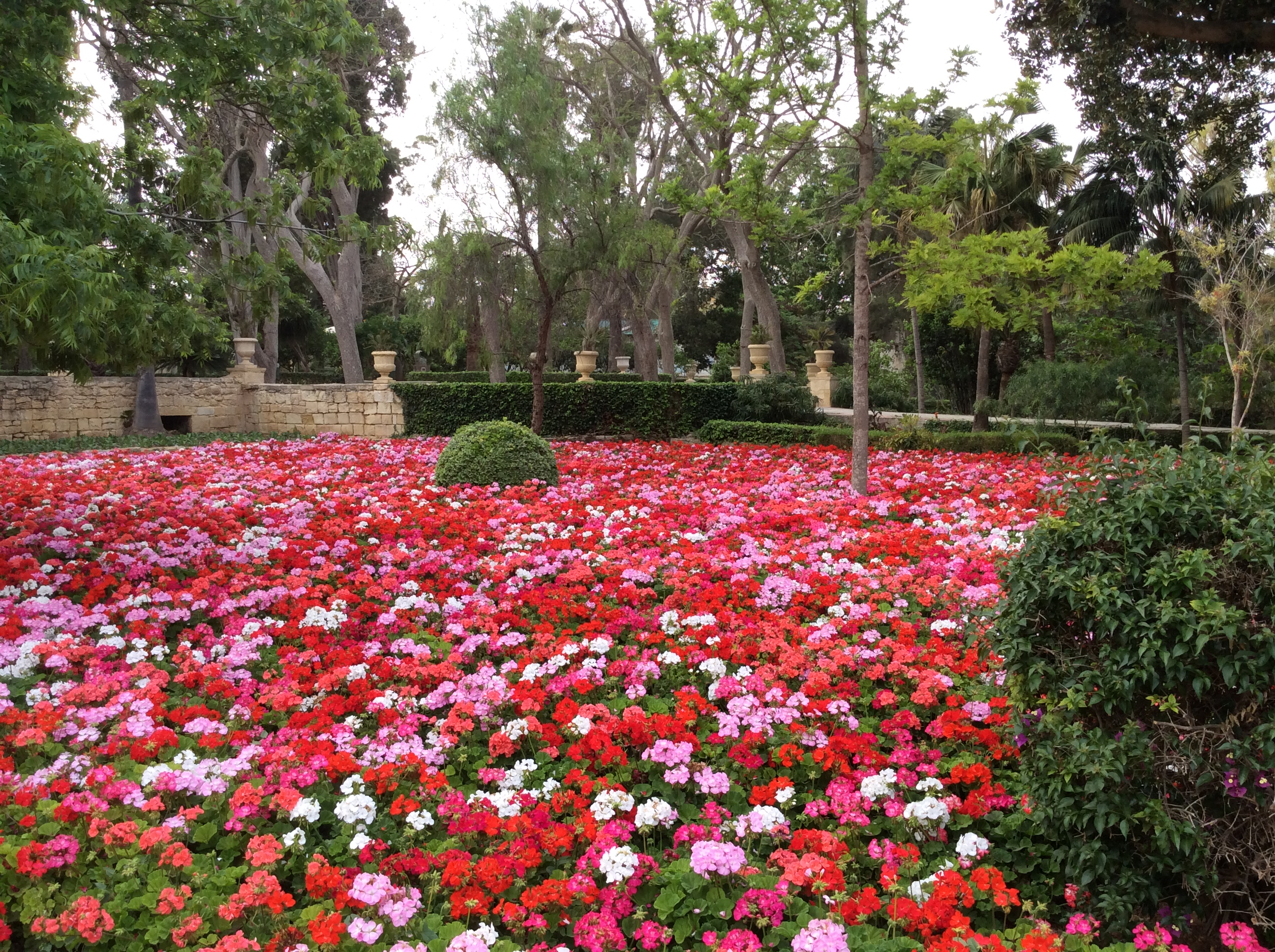